# Thelonious in Action
Albums de Thelonious Monk
Mulligan Meets Monk
(1957) The Thelonious Monk Orchestra at Town Hall
(1959)
Thelonious in Action est un album du pianiste de jazz américain Thelonious Monk avec le saxophoniste Johnny Griffin sorti en 1958 chez Riverside.

## Historique
Thelonious in Action est un album enregistré live lors de concerts du quartet de Monk au club Five Spot Café à New York. L’album est constitué uniquement de compositions du pianiste. Misterioso est constitué d'enregistrements datant des mêmes sessions.
La version CD inclut des morceaux enregistrés le 9 juillet qui avaient précédemment été mis de côté.

## Liste des titres
| No  | Titre                                    | Musique                        | Durée |
| --- | ---------------------------------------- | ------------------------------ | ----- |
| 1.  | Light Blue                               | Thelonious Monk                | 5:14  |
| 2.  | Coming on the Hudson                     | Thelonious Monk                | 5:24  |
| 3.  | Rhythm-a-Ning                            | Thelonious Monk                | 9:25  |
| 4.  | Epistrophy (Theme)                       | Kenny Clarke / Thelonious Monk | 1/06  |
| 5.  | Blue Monk                                | Thelonious Monk                | 8:31  |
| 6.  | Evidence                                 | Thelonious Monk                | 8:48  |
| 7.  | Epistrophy (Theme)                       | Kenny Clarke / Thelonious Monk | 1:07  |
| 8.  | Unidentified Solo Piano                  | Thelonious Monk                | 1:54  |
| 9.  | Blues Five Spot                          | Thelonious Monk                | 9:56  |
| 10. | In Walked Bud/Epistrophy (Theme) (Bonus) | Thelonious Monk                | 10:57 |

## Musiciens
- Thelonious Monk - Piano
- Johnny Griffin – Saxophone ténor
- Roy Haynes - Batterie
- Ahmed Abdul-Malik - Basse